# 上叙尔湖
上叙尔湖（法語：Lac de la Haute-Sûre），又称上绍尔水库（德語：Obersauer-Stausee），是卢森堡西北部的一座大型水库，是该国最大的水体。上叙尔湖命名了1979年成立的市镇拉克德拉欧特叙尔。 

## 历史
该水库由始建于1950年代的叙尔河畔埃施大坝蓄成，其用于满足卢森堡的饮用水和电力需求。叙尔河畔埃施镇坐落在湖的一端。紧靠该镇上方的那条河已被堰塞，形成了一个向谷地延伸约10（6.2英里）的水力发电水库。水库平均表面积为3.8 km2（1.5 sq mi），占卢森堡总面积的0.15％。 

## 保护区
水库周围的区域形成了上叙尔自然公园，卢森堡的国家公园。位于卢森堡和邻国比利时的上叙尔河谷自2004年起被定为拉姆萨尔湿地。 

## 娱乐
该湖被茂密的植被和平静的小河所环绕，水质优越，是帆船、划独木舟和皮划艇等水上运动的中心。这些户外活动吸引了大量游客，从而促进了当地手工业的发展。 